# Chrysis antiochicola
Chrysis antiochicola es una especie de avispa del género Chrysis, familia Chrysididae. Fue descrita por Linsenmaier en 1994. Se encuentra en Estados Unidos.